# Bảo Đại
Bảo Đại (保大, ou Bao Dai na escrita ocidentalizada; Huế, 22 de outubro de 1913 – Paris, 30 de julho de 1997) foi o último imperador do Vietnã (1926–1945), décimo-terceiro da dinastia Nguyen.

## Vida
Nasceu como príncipe Nguyễn Vĩnh Thụy em Huế, que era então capital do país. Seu pai foi o imperador Khai Dinh. Depois de ter estudado na França, tornou-se imperador em 1925, após a morte do pai. Naquele momento o Vietname ainda era colônia francesa, e Bảo Đại tinha que se submeter em parte à decisões da França. (O Vietnã era parte da chamada Indochina francesa).
Em 20 de março de 1934, na cidade de Huế, Bảo Đại casou-se com Jeanne Marie-Thérèse (Mariette) Nguyen Huu-Hao Thi Lan, que recebeu o nome de Hoang Hau Nam Phuong, ou "Imperatriz perfume do sul".
Bao Dai teve quatro outras esposas, três das quais se uniram-se com ele enquanto ele ainda mantinha casado com Nam Phuong: Phu Anh, uma prima, com quem se casou por volta de 1935; Hoang, uma chinesa, com quem se casou em 1946 (tiveram uma filha); Bui Mong Diep, com quem se casou em 1955 (duas crianças); e finalmente Monique Baudot, cidadã francesa com que se casou em 1972 e a quem Bao Dai nomeou inicialmente princesa Monique Vinh Thuy, depois Thai Phuong Hoang-Hau.
Bảo Đại morreu em um hospital militar de Paris em 31 de julho de 1997. Foi enterrado no cemitério de Passy, naquela cidade. Após sua morte o filho mais velho, Bảo Long, herdou a posição de líder da família imperial no exílio.

## Colonialismo
Em 1940 (durante a Segunda Guerra Mundial), coincidindo com a invasão alemã sobre a França, os japoneses invadiram a Indochina. Apesar de não terem expulsado as autoridades francesas, os japoneses dirigiam extraoficialmente a política da região, paralelamente com o governo de Vichy da França.
O Vietnã, que passou a maior parte da guerra sob ocupação japonesa, era administrado oficialmente pela França. Durante esse período, o líder comunista vietnamita Ho Chi Minh, exilado na China, tinha formado uma frente para a independência chamada Vietminh (1941). Quando Chiang Kai-shek mandou prender Ho Chi Minh, os norte-americanos, gratos pela ajuda dos guerrilheiros do Vietminh contra o Japão, conseguiram sua libertação. Em março de 1945, os japoneses expulsaram os franceses do Vietnã.
Os japoneses haviam prometido não interferir com a corte em Hué, mas em 1945, Bao Dai foi forçado a declarar independência do Vietname em relação à França, e união do país à chamada Grande Esfera de Coprosperidade Oriental Asiática, nome eufemístico para o império que o Japão estava construindo. Japoneses e o sucessor vietnamita, príncipe Coung De, tinha um plano de tomar o poder caso Bao Dai se recusasse a cooperar com o Japão. Os japoneses renderam-se aos aliados em agosto de 1945; os comunistas do Viet Minh, liderado por Ho Chi Minh, tentaram tomar o poder.
Com ajuda japonesa, Ho Chi Minh persuadiu Bảo Đại, forçando-o a abdicar em 25 de agosto de 1945 e levando-o a entregar o poder ao Viet Minh. Bảo Đại foi indicado como "conselheiro supremo" no novo governo estabelecido em Hanói.
Com o recrudescimento da violência no país — facções rivais lutando entre si e contra a recolonização francesa — Bảo Đại deixou o país por um ano, partindo como conselheiro para Hong Kong e para a China. A França persuadiu Bảo Đại a voltar em 1949 como chefe de estado (Quoc Truong), mas não imperador. O novo chefe de estado ficou pouco tempo em seu país, retornando para a França e mostrando grande desinteresse em questões vietnamitas que não lhe afetassem diretamente. Mas a guerra entre a França e o Viet Minh continuava, vindo a acabar somente em 1954 — pouco depois da vitória de Dien Bien Phu, por parte dos vietnamitas.
Os americanos, assustados com o avanço do comunismo implantado por Ho Chi Minh, começaram a opor-se a ideia de um Vietnã unificado comandado por uma só pessoa. Com a consolidação de um Governo comunista ao norte, iniciou-se a divisão do Vietnã em duas partes. Ao norte, surgiu a República Democrática do Vietnã (com capital em Hanói), reconhecida pela China e pela União Soviética em 1950. No sul, no mesmo ano, a França formou um governo oposto, com sede em Saigão e administrado pelo imperador Bảo Đại, reconhecido pelos EUA, Reino Unido e pelas Nações Unidas.
A paz firmada em 1954 entre a França e o Viet Minh dividiu oficialmente o país em Vietnã do Norte e Vietnã do Sul. Bảo mudou-se para Paris. Continuou como chefe de estado do Vietnã do Sul, indicando o nacionalista religioso Ngô Dình Diem como primeiro-ministro.
Entretanto, em 1955 Diem usou um referendo para remover Bảo Đại do poder e declarar a república, tomando o controle do Vietnã do Sul para si, com apoio americano. O referendo foi apontado como fraudulento, pois o resultado de 98% a favor de Diem, ficou bastante forçado na época. Bảo Đại abdicou mais uma vez ao trono vietnamita e exilou-se na capital francesa, convertendo-se ao catolicismo.